# Пантелей Арнаудов
Пантелей Вълчев Арнаудов е български духовник и революционер, деец на Вътрешната македоно-одринска революционна организация.

## Биография
Роден е в пашмаклийското село Райково, тогава в Османската империя, днес квартал на Смолян с името Бялко. Работи като гръцки учител. Жени се за известната райковска учителка Рада Казалийска, с която имат шест деца, и в 1952 година под името Пантелей (Пантелеймон) е ръкоположен за свещеник в църквата „Света Неделя“ в Горно Райково, като служи над 50 години в съседните църкви „Свети Георги“ в Смолян и „Света Богородица“ в Устово.
Отец Пантелей Арнаудов активно се занимава и с революционна дейност. Революционер и свещеник е и синът му Христо Поппантелеев. През юни 1901 година властите правя обиск в семейната им къща му и откриват 18 пушки и голяма документация на революционната организация. Арестувани са поп Пантелей и попадията Рада, които са затворени в Одрин, но Христо успява са се спаси и бяга в Свободна България. Поп Пантелей Арнаудов и Рада Казалийска прекарват над година в Одринския затвор. Освободени са след застъпничество на руския консул в града и цялото семейство е принудено да бяга в Станимака, Свободна България. Скоро след това Пантелей Арнаудов умира.